# István Csurka
István Csurka (27. března 1934 – 4. února 2012) byl maďarský nacionalistický politik, novinář a spisovatel. Byl zakladatelem a od roku 1993 až do své smrti předsedou Strany maďarské spravedlnosti a života (MIÉP). V letech 1990 až 1994 byl poslancem zvoleným za Maďarské demokratické fórum, kde neúspěšně kandidoval na předsedu. V roce 1993 založil MIÉP a v letech 1998 až 2002 byl poslancem zvoleným za Stranu maďarské spravedlnosti a života.